# Wilhelm Richard Friedrich
Wilhelm Richard Friedrich (* 19. Mai 1816 in Zahna; † 16. Mai 1898) war Senatspräsident am Reichsgericht.

## Leben
1838 wurde er auf den preußischen Landesherrn vereidigt. 1845 ernannte man ihn zum Obergerichtsassessor in Naumburg. 1850 wurde er Kreisrichter in Wittenberg und 1858 Appellationsgerichtsrat in Stettin. 1864 kam er als Rat an das Kammergericht. Versetzt wurde er 1867 an das Oberappellationsgericht für die neuen Provinzen in Berlin und wurde 1873 Obertribunalsrat. 1872 ernannte man ihn zum Mitglied des Staatsrats und von 1873 bis 1879 war er Mitglied des Gerichtshofs zur Entscheidung der Kompetenzkonflikte. 1879 kam er an das neugegründete Reichsgericht. Er war zunächst Vorsitzender im II. Hilfssenat. 1882 kam er als Reichsgerichtsrat in den IV. Zivilsenat. 1884 wurde er zum Präsidenten des IV. Strafsenats ernannt. Er trat 1891 in den Ruhestand.

## Quelle
- Adolf Lobe: Fünfzig Jahre Reichsgericht am 1. Oktober 1929, Berlin 1929, S. 341.
- Rainer Paetau, Hartwin Spenkuch, (Bearb.): Acta Borussica: Die Protokolle des Preußischen Staatsministeriums 1817–1934/38, Band 6/II (1867–1878), Berlin-Brandenburgische Akademie der Wissenschaften (Hrsg.), Hildesheim 1999–2003, S. 638.